# 曇ヶ原
曇ヶ原(くもりがはら)は、2010年に結成された日本のロックバンドである。

## 現メンバー
- 詩音 - ヴォーカル
- ヴァイオラ伊藤 - ギター
- a_kira - キーボード
- 西平匠杜 - ベース

## 来歴
- 2010年
  - 6月 - 石垣のアコースティック・ギター弾き語りとしてスタート。初ライブを無力無善寺にて行う。その後石垣(ヴォーカル/ベース)、たろう(ギター)、現カタカナのミツビシテツロウ(ドラム)の編成で電気薄荷として数回ライブを行った。

- 2011年
  - 10月 - 石垣(ヴォーカル/ギター)、縞子(フルート)、現みせばやの百萬石マツリ(ドラム)で曇ヶ原名義でバンド編成をスタート。

- 2012年
  - 3月 - バンド活動休止。

- 2013年
  - 2月 - 2012年にベッド・インのバックバンドのパートタイムラバーズに石垣(ベース)、石島(ドラム)が在籍していた事がきっかけとなり、石垣(ヴォーカル/ベース)、てろてろのベースであったミサキ(ギター)、石島洋平(ドラム)でバンド編成を再スタートさせるが、ミサキが入院してしまいヤミニ(ギター)が加入。
  - 3月 - 赤羽(キーボード)が加入。東京藝術大学　藝祭でライブを行う。
  - 10月 - ヤミニが10月28日(8月7日?)での脱退を表明したが、暫く残留する事になる。エンリケ後悔王子(ギター)が加入してツインギター編成となる。

- 2014年
  - 8月 - スプリット盤『カタカナ/曇ヶ原』発表。
  - 9月 - ヤミニ、赤羽が脱退。これがきっかけで演奏の静的パートで石垣がアコースティック・ギターを弾く様になる。

- 2015年
  - 3月 - 赤羽が復帰。

- 2016年
  - 2月 - 『独言独笑』発表。以降赤羽もヴォーカルを担当する様になる。
  - 9月 - 石島が脱退。
  - 11月 - OSAMU(ムJAPAN)(ドラム)がサポートで参加。
  - 12月 - エンリケ後悔王子が脱退。

- 2017年
  - 3月 - ヴァイオラ伊藤(ギター)が加入。
  - 4月 - OSAMU(ムJAPAN)が正式に加入。
  - 10月 - シングル「3472-1/どうして」発表。

- 2019年
  - 5月 - 活動休止。
  - 6月 - 石垣(ヴォーカル/アコースティック・ギター)、伊藤(アコースティック・ギター)で曇ヶ原ユニットとしてライブを開始。
  - 10月 - 石垣、伊藤、ムJAPANにマリア観音のa_kira(キーボード)を加えた編成で第二口腔外科としてライブを行う。
  - 12月 - a_kiraが加入。

- 2021年
  - 12月 - 『曇ヶ原』発表。

- 2022年
  - 6月 - 『組曲・蛍の光』配信。
  - 11月 - 限定7インチアナログ『くじらの歌は聴こえない』発表。

- 2024年
  - 6月 - 石垣がヴォーカル/アコースティック・ギターに専念するために、西平匠杜(ベース)がサポートで参加。
  - 8月 - 西平が正式に加入。
  - 9月 - ムJAPANが脱退、田中まさよし(ドラム)がサポートで参加。
  - 12月 - 石垣が脱退、新たに詩音(ヴォーカル)、松村裕太(ドラム)が加入し2025年から活動開始する事を発表。

- 2025年
  - 2月 - 松村が脱退。
  - 3月 - 浮乃(ドラム)がサポートで参加。
  - 4月 - 吉田達也(ドラム)がサポートで参加。
  - 5月～6月 - 山岸宏誠(ドラム)がサポートで参加。

## メンバーと担当楽器

### 第1期 2010年6月〜2013年
- 石垣翔大：ヴォーカル/アコースティック・ギター

### 第2期 2011年10月〜2012年3月頃
- 石垣翔大：ヴォーカル/ギター
- 縞子：フルート
- 百萬石マツリ：ドラム

### 第3期 2013年2月頃
- 石垣翔大：ヴォーカル/ベース
- ミサキ：ギター
- 石島洋平：ドラム

### 第4期 2013年2月〜2013年3月
- 石垣翔大：ヴォーカル/ベース
- ヤミニ：ギター
- 石島洋平：ドラム

### 第5期 2013年3月〜2013年10月
- 石垣翔大：ヴォーカル/ベース
- 赤羽あつみ：キーボード
- ヤミニ：ギター
- 石島洋平：ドラム

### 第6期 2013年10月〜2014年8月
- 石垣翔大：ヴォーカル/ベース
- 赤羽あつみ：キーボード
- エンリケ後悔王子：ギター
- ヤミニ：ギター
- 石島洋平：ドラム

スプリット盤「カタカナ/曇ヶ原」発表

### 第7期 2014年9月〜2015年1月
- 石垣翔大：ヴォーカル/ベース/アコースティック・ギター
- エンリケ後悔王子：ギター
- 石島洋平：ドラム

### 第8期 2015年3月〜2016年9月
- 石垣翔大：ヴォーカル/ベース/アコースティック・ギター
- 赤羽あつみ：キーボード/ヴォーカル
- エンリケ後悔王子：ギター
- 石島洋平：ドラム

「独言独笑」発表

### 第9期 2016年11月〜2016年12月
- 石垣翔大：ヴォーカル/ベース/アコースティック・ギター
- 赤羽あつみ：キーボード/ヴォーカル
- エンリケ後悔王子：ギター

+
- OSAMU(ムJAPAN)：ドラム

### 第10期 2017年3月〜2017年4月
- 石垣翔大：ヴォーカル/ベース/アコースティック・ギター
- 赤羽あつみ：キーボード/ヴォーカル
- ヴァイオラ伊藤：ギター

+
- OSAMU(ムJAPAN)：ドラム

### 第11期 2017年4月〜2019年5月
- 石垣翔大：ヴォーカル/ベース/アコースティック・ギター
- 赤羽あつみ：キーボード/ヴォーカル
- ヴァイオラ伊藤：ギター
- OSAMU(ムJAPAN)：ドラム

+
- ヤミニ：ギター(2018年7月5日に赤羽の代役でサポート、2018年7月31日にゲスト参加し伊藤とツインギター編成でライブを行った)
- オゾン矢野(浮乃)：ギター(2018年12月30日に伊藤の代役でサポートでライブを行った)

シングル「3472-1/どうして」発表

### 第12期 2019年12月〜2024年6月
- 石垣翔大：ヴォーカル/ベース/12弦アコースティック・ギター
- ヴァイオラ伊藤：ギター
- a_kira：キーボード
- ムJAPAN：ドラム

「曇ヶ原」、シングル「くじらの歌は聴こえない」発表

### 第13期 2024年6月〜2024年8月
- 石垣翔大：ヴォーカル/12弦アコースティック・ギター
- ヴァイオラ伊藤：ギター
- a_kira：キーボード
- ムJAPAN：ドラム

+
- 西平匠杜：ベース

### 第14期 2024年8月〜2024年9月
- 石垣翔大：ヴォーカル/12弦アコースティック・ギター
- ヴァイオラ伊藤：ギター
- a_kira：キーボード
- 西平匠杜：ベース
- ムJAPAN：ドラム

### 第15期 2024年9月〜2024年12月
- 石垣翔大：ヴォーカル/12弦アコースティック・ギター(2024年11月23日は西平不在のためベースも演奏

)
- ヴァイオラ伊藤：ギター
- a_kira：キーボード
- 西平匠杜：ベース

+
- 田中まさよし：ドラム
- 小嶋りん：ヴァイオリン(シングル雪虫にゲスト参加)

シングル「雪虫/雨に散る」発表

### 第16期 2025年1月〜2025年2月
- 詩音：ヴォーカル
- ヴァイオラ伊藤：ギター
- a_kira：キーボード
- 西平匠杜：ベース
- 松村裕太：ドラム

### 第17期 2025年3月〜
- 詩音：ヴォーカル
- ヴァイオラ伊藤：ギター/アコースティック・ギター
- a_kira：キーボード
- 西平匠杜：ベース

+
- 浮乃：ドラム
- 吉田達也：ドラム
- 山岸宏誠：ドラム

## ディスコグラフィー

### アルバム
- 『独言独笑』（2016年2月 第8期）
- 『曇ヶ原』（2021年12月 第12期）

### シングル
- 『3472-1/どうして』（2017年10月 第11期）
- 『くじらの歌は聴こえない』（2022年11月 第12期）
- 『雪虫/雨に散る』（2024年12月 第15期）

### 配信
- 『組曲・蛍の光』（2022年6月 第12期）

### オムニバス
- スプリット盤『カタカナ/曇ヶ原』（2014年8月 第6期）

2. 鉛色
4. うさぎの涙
6. 不眠症

### その他
- 『1stデモ 2013』（2013年 第5期）

1. 甲州
2. 砂上の夜明け

- 『曇ヶ原EP』（2019年12月 第12期）

1. 中野通り
2. 3472-1(Rough Take)

第12期の初ライブである2019年12月8日に会場の吉祥寺ＮＥＰＯにて配布されたCD
- 『曇ヶ原企画『共同浴場 vol.3』来場特典 LIVE 音源 @東高円寺 U.F.O club 2018/7/5』（2022年5月 第11期）

1. 3472-1
2. 砂上の夜明け
3. うさぎの涙

2022年5月14日に会場の新大久保EARTHDOMにて配布されたCD
第11期であるが赤羽が不在であり、代役でヤミニがサポートした伊藤とのツインギター編成

### 映像作品
- 『Live at Kichijoji Silver Elephant 2020/1/10』（2021年 第12期）

会場限定販売DVD
- 『奪われた声を取り返すために』（2023年8月 第12期）

disk union特典 - 本編未収録映像DVD-R